# Асињан
Асињан (фр. Assignan) је насеље и општина у јужној Француској у региону Лангдок-Русијон, у департману Еро која припада префектури Безје.
По подацима из 2011. године у општини је живело 172 становника, а густина насељености је износила 21,64 становника/km². Општина се простире на површини од 7,95 km². Налази се на средњој надморској висини од 260 метара (максималној 408 m, а минималној 173 m).

## Демографија
| 1962. | 1968. | 1975. | 1982. | 1990. | 1999. | 2011. |
| ----- | ----- | ----- | ----- | ----- | ----- | ----- |
| 128   | 162   | 118   | 117   | 145   | 168   | 172   |

График промене броја становника у току последњих година